# Ma petite chatte

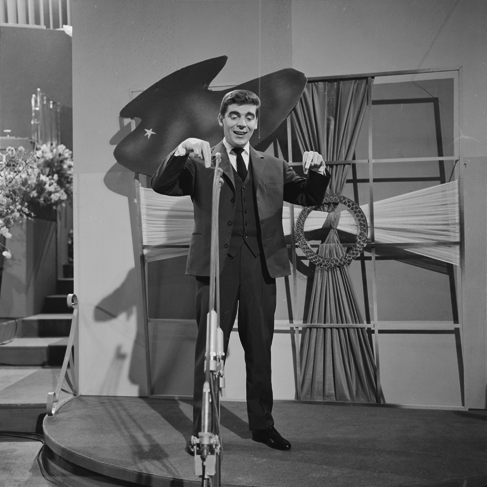
Fud Leclerc interpretando la canción durante un ensayo del Festival de la Canción de Eurovisión 1958.

«Ma petite chatte» (en español: «Mi gatita») es una canción compuesta por André Dohet e interpretada en francés por Fud Leclerc. Se lanzó como sencillo en 1958 mediante Decca Records. Fue elegida para representar a Bélgica en el Festival de la Canción de Eurovisión de 1958 tras ganar la final nacional belga.

## Festival de la Canción de Eurovisión 1958

### Selección
«Ma petite chatte» calificó para representar a Bélgica en el Festival de la Canción de Eurovisión 1958 tras ganar la final nacional belga.

### En el festival
La canción participó en el festival celebrado en los estudios AVRO en Hilversum el 12 de marzo de 1958, siendo interpretada por el cantante belga Fud Leclerc. La orquesta fue dirigida por Dolf van der Linden.
Fue interpretada en séptimo lugar, siguiendo a Dinamarca con Raquel Rastenni interpretando «Jeg rev et blad ud af min dagbog» y precediendo a Alemania con Margot Hielscher interpretando «Für zwei Groschen Musik». Al final de las votaciones, la canción recibió 8 puntos, obteniendo el quinto puesto de 10 junto a Austria.